# 趙選侍
選侍趙氏（せんじ ちょうし、? - 1620年）は、明の泰昌帝の側室。

## 経歴
万暦年間、皇太子朱常洛（後の泰昌帝）の邸に入り、選侍（皇子の側室）となった。健在な子供はなかった。
万暦48年（1620年）7月、万暦帝の崩御により泰昌帝が即位するが、側室達が妃嬪に封ぜられる間もなく、9月1日に崩じた。代わって天啓帝が即位すると、その乳母の客氏と仲が悪かった趙氏は、直々に自殺を命じられた。趙氏は泰昌帝からの賜物を並べ、西に向いて仏を拝み、痛哭して自ら縊死した。

## 伝記資料
- 『明神宗実録』
- 『酌中志』